# Lophoptera abortiva
Lophoptera abortiva är en fjärilsart som beskrevs av Herrich-Schäffer 1869. Lophoptera abortiva ingår i släktet Lophoptera och familjen nattflyn. Inga underarter finns listade i Catalogue of Life.